# 나무뒤에 숨다
"나무뒤에 숨다"(Hideless)는 한국에서 제작된 이경원 감독의 2011년 드라마 영화이다. 김홍파 등이 주연으로 출연하였다.

## 출연

### 주연
- 김홍파
- 정은주
- 이승준
- 류혜영

### 조연
- 지우스님
- 배상돈
- 이돈용